# شهرزاد كراشني
شهرزاد كراشني  (بالإنجليزية: chahrazad kracheni)‏ ممثلة جزائرية مواليد 14 فيفري 1992 بالجزائر، من أشهر أعمالها كممثلة «فريال» في مسلسل تحت المراقبة و «سارة» في مسلسل الخاوة.

## عن حياتها
شهرزاد جزائرية الاصل، والدها من ولاية سطيف ووالدتها قبائلية لكنها عاشت في الجزائر العاصمة، لها اخ أكبر منها، تتحدث كل من الإنجليزية والفرنسية والعربية بطلاقة والقليل من القبائلية
شهرزاد نالت شهادتين البكالوريا (واحدة في الجزائر والثانية في فرنسا) وقد درست علوم سياسية، وهي مستقرة حاليا بـ سويسرا وتعمل عمل آخر بجانب التمثيل.
شهرزاد بدأت مهنتها كممثلة في 2012 لكنها حصلت على الشعبية بعد دورها في مسلسل الخاوة الذي عرض سنة 2017، وقد جسدت فيه دور «سارة مصطفاوي» فتاة من ولاية وهران، قالت بأن الدور كان صعبا عليها لأنها اضطرت للتحدث باللهجة الوهرانية لكنها شعرت بالراحة لأن بعض من اصدقائها الوهرانيين قاموا بمساعدتها لتحسين لكنتها الوهرانية

## أعمالها
المسلسلات
| السنة | اسم المسلسل       | الشخصية      | الدور                           | تفاصيل    | نوع المسلسل | عدد المواسم |
| ----- | ----------------- | ------------ | ------------------------------- | --------- | ----------- | ----------- |
| 2012  | كاميرا كافيه      | فيفي         | موظفة في شركة                   | دور مساند | سيتكوم      | 3           |
| 2015  | فاطمة فطيمة فطومة | فاطيمة       | مضيفة طيران جزائرية             | دور رئيسي | سيتكوم      | 2           |
| 2016  | تحت المراقبة      | فريال        | موظفة في شركة "طاهر عبد الجبار" | دور مساند | فكاهي       | 2           |
| 2017  | الخاوة            | سارة مصطفاوي | الابنة المجهولة لعائلة مصطفاوي  | دور رئيسي | درامي       | 2           |

البرامج
| السنة | اسم البرنامج              | نوع البرنامج | الحلقة |
| ----- | ------------------------- | ------------ | ------ |
| 2013  | جواب بسيط (Jawab Bassite) | حواري        | 21     |
| 2014  | زوبير شو (Zoubir Show)    | ترفيهي       | 16     |